# عباس حسن حسون
عباس حسن حسون (من مواليد 1 يوليو 1978) هو مهاجم كرة قدم عراقي سابق لعب لمنتخب العراق في تصفيات كأس العالم 2002، بين عامي 2001 و2003.
في 21 أبريل 2001، سجل عباس أول هدفين له في مرمى ماكاو.

## الإحصائيات المهنية

### الأهداف الدولية
| #  | تاريخ         | مكان                        | الخصم | اهداف | نتيجة | مسابقة                 |
| -- | ------------- | --------------------------- | ----- | ----- | ----- | ---------------------- |
| 1. | 21 أبريل 2001 | ملعب ألماتي المركزي، ألماتي | ماكاو | 2 -0  | 5-0   | تصفيات كأس العالم 2002 |
| 2. | 21 أبريل 2001 | ملعب ألماتي المركزي، ألماتي | ماكاو | 5 -0  | 5-0   | تصفيات كأس العالم 2002 |